# Bahnhof Meinersdorf (Erzgeb)
Der Bahnhof Meinersdorf (Erzgeb) ist der Bahnhof des Burkhardtsdorfer Ortsteiles Meinersdorf im Erzgebirge in Sachsen. Er war zwischenzeitlich zum Haltepunkt zurückgestuft.

## Geschichte

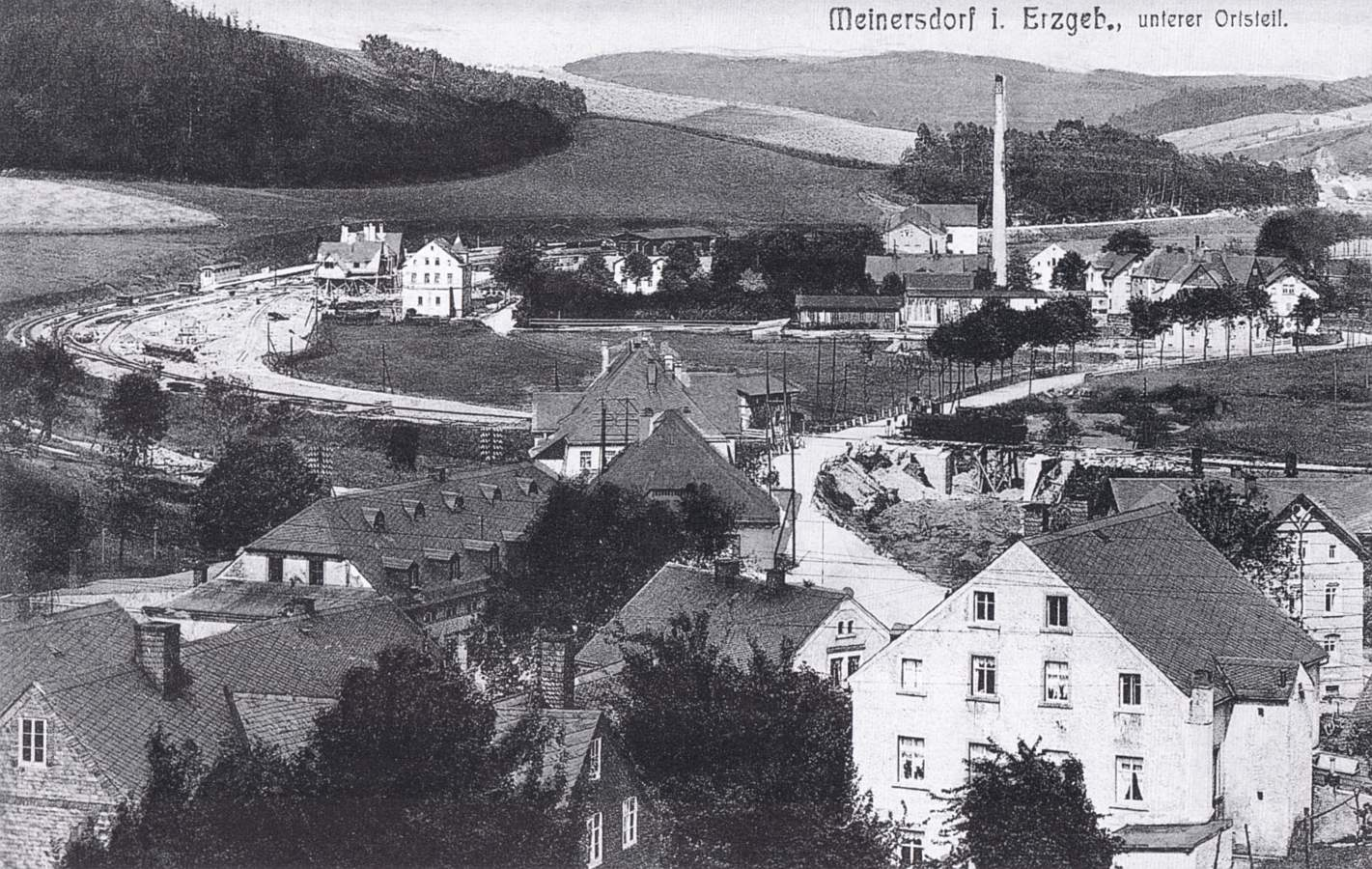
Bahnhof während des Schmalspurbahnbaus

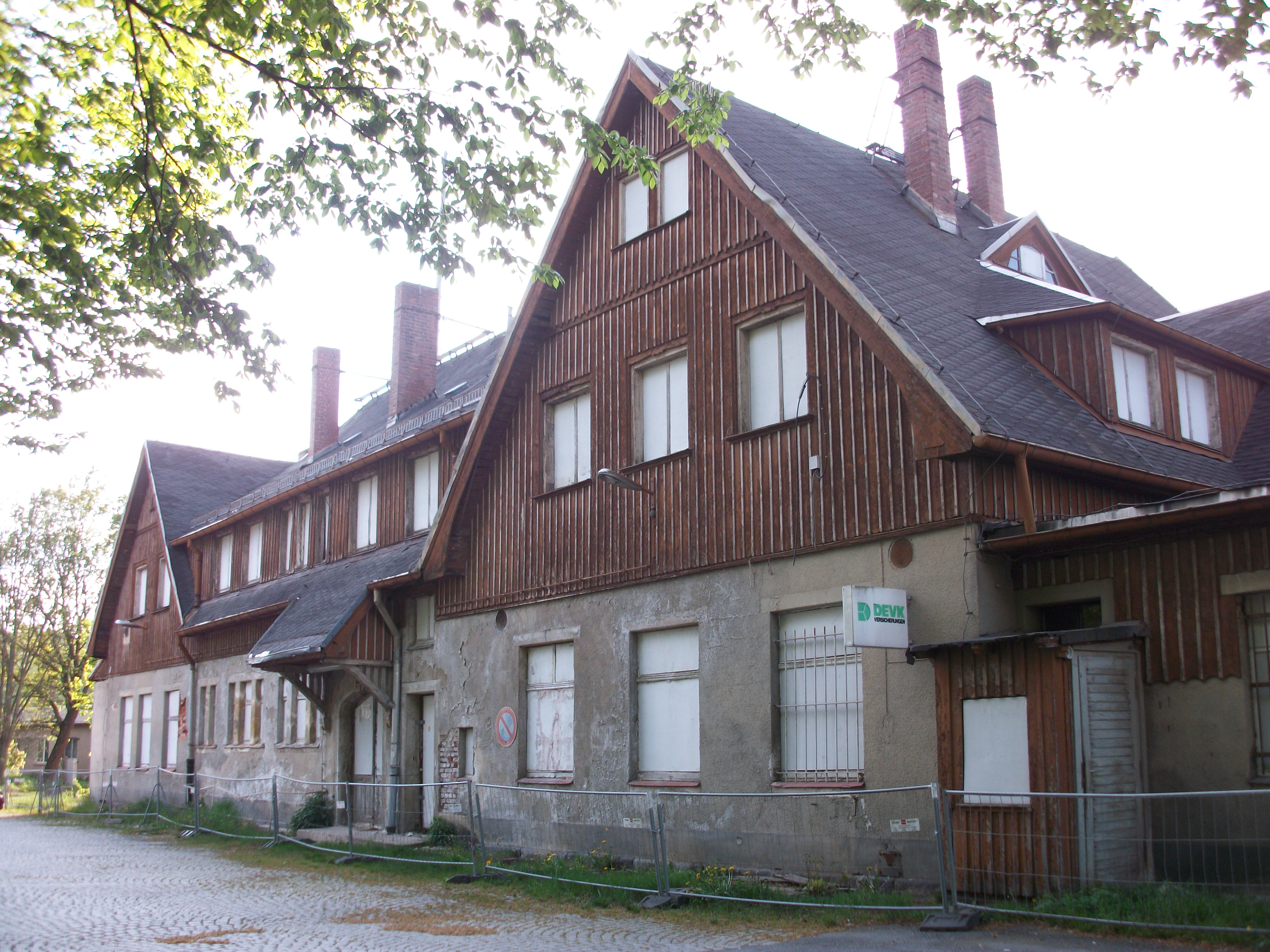
Das 2018 abgerissene frühere Empfangsgebäude im Jahre 2016.

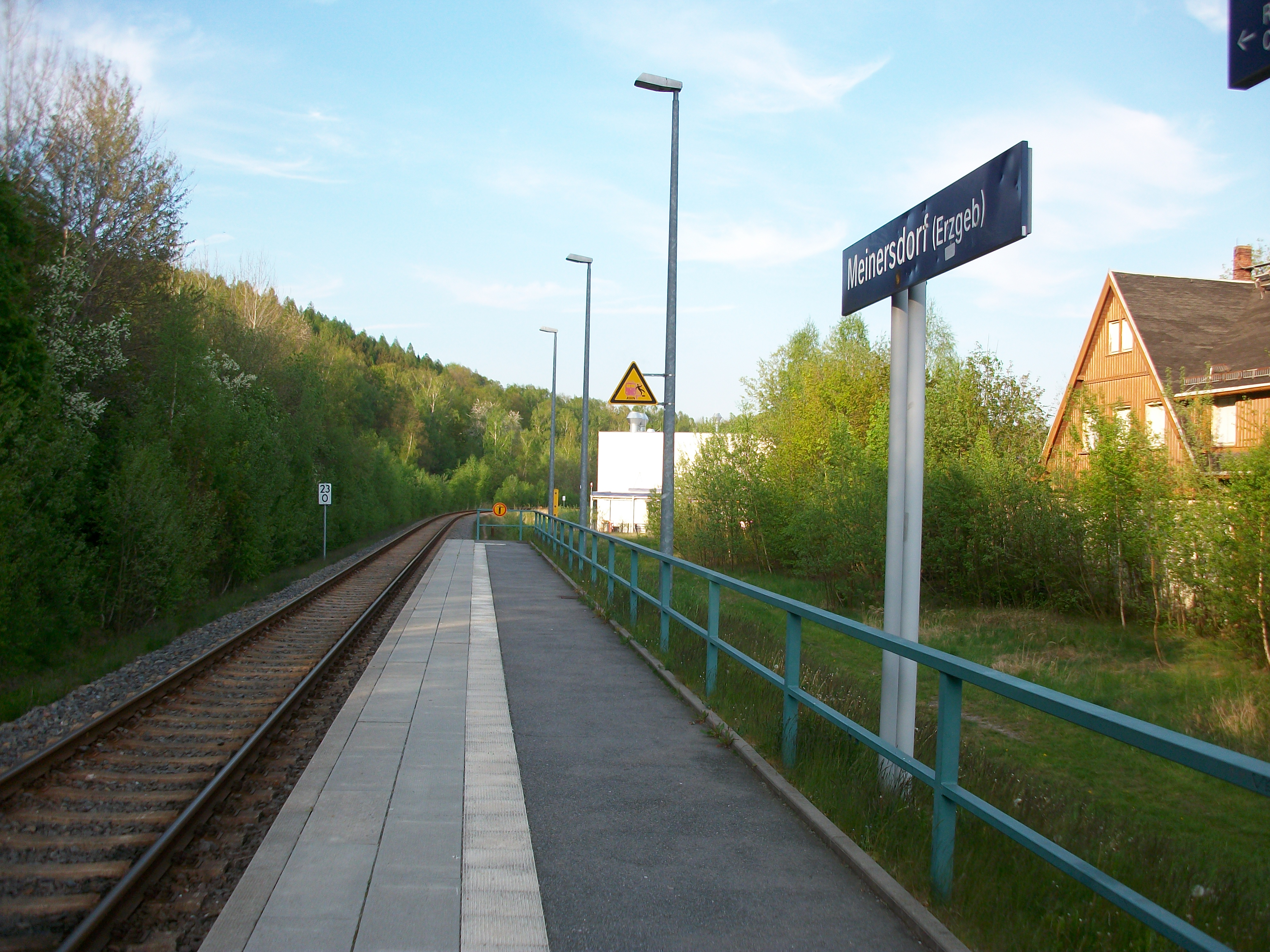
Eingleisiger Haltepunkt Meinersdorf (Erzgeb) vor dem Ausbau im Rahmen des Chemnitzer Modells, Stufe 2 (2016)

Die Haltestelle Meinersdorf, gelegen an der von der Chemnitz-Aue-Adorfer Eisenbahn-Gesellschaft 1875 eröffneten Bahnstrecke Chemnitz–Aue–Adorf, wurde am 15. Oktober 1880 eröffnet. Zunächst umfassten die Anlagen nur drei Gleise mit fünf Weichen. 1897/98 wurde eine Bahnsteigsperre installiert.
Erst mit dem Bau des am 30. September 1911 eröffneten Abschnitts Thum–Meinersdorf der Schmalspurbahn Schönfeld-Wiesa–Meinersdorf erlangte die Station eine verkehrliche Bedeutung als Anschlussbahnhof. Die dazu notwendigen Umbauarbeiten begannen 1908. Bis 1911 entstanden ein Empfangsgebäude, ein Wirtschaftsgebäude, ein Schmalspurheizhaus, ein Kohleschuppen, eine Rollwagengrube und eine Betriebsmittelüberladerampe. Für den Güterverkehr standen ein neugebauter Güterschuppen und eine kombinierte Kopf- und Seitenladerampe zur Verfügung. Eine Umladehalle wurde erst 1913 erbaut. Das einständige Heizhaus – dessen Wasserstation vom Bahnhof Herold stammte – war genau für eine Lokomotive der Baureihe IV K bemessen.
Erst in den 1930er oder 1940er Jahren wurde die Gleisanlage des Normalspurteils mit zehn Gleisen, die seit 1911 nicht verändert wurde, um ein weiteres Gleis ergänzt. Nach dem Zweiten Weltkrieg wurde 1946 ein Gleis demontiert.
Obwohl das Heizhaus in den letzten Betriebsjahren der Schmalspurbahn kaum noch benutzt wurde, wurde es Mitte der 1960er nochmals umgebaut. Für den umfangreichen Rangierdienst der Normalspur war anfangs eine Kleinlok der Baureihe 100, später seit der zweiten Hälfte der 1960er Jahre eine eigene Rangierlok der Baureihe V 15 im Bahnhof stationiert.
Im September 1974 wurde die Personenbeförderung auf der Schmalspurbahn eingestellt, bis zuletzt bestand aber noch ein reger Umsteigeverkehr. Großen Anteil hatte daran der Ausflugsverkehr zum Geyerschen Teich und den Greifensteinen. Im Sommer 1975 wurde die Schmalspurstrecke bis zum Bahnhof Thum dem Meinersdorfer Bahnhof als Streckenrangiergleis unterstellt, allerdings fand noch bis zum Jahresende offiziell Güterverkehr auf der Schmalspurbahn statt, obwohl bereits im Frühjahr 1975 einige Schmalspurgleise im Bahnhof abgebaut wurden. 1979 wurden schließlich das Heizhaus und der Kohleschuppen abgerissen.
Da über den Bahnhof noch in den 1960er Jahren ein immenser Güterverkehr abgewickelt wurde, war er als Wagenladungsknoten vorgesehen. Obwohl ein Teil des Güterverkehrs auf ein Anschlussgleis zur örtlichen Bäuerlichen Handelsgenossenschaft (BHG) entfiel, war der Bahnhof in den 1970er Jahren mit dem Verkehrsaufkommen überlastet. So versandte der VEB Schaum-Chemie immer mehr Produkte über den Bahnhof, das VEB Strumpfkombinat ESDA wickelte seinen Güterverkehr ebenfalls über Meinersdorf ab und es kam nach der Einstellung des Güterverkehrs auf der Schmalspurbahn zu einem Wagenrückstau. Daneben gehörten Zugbildungen für Güterzüge zum Güterbahnhof Chemnitz-Hilbersdorf und Übergaben zu zahlreichen weiteren Bahnhöfen zum Aufgabenbereich. Wegen der fehlenden Kapazität wurde für den VEB Schaum-Chemie Anfang der 1980er Jahre eine eigene Anschlussbahn mit Containerkran gebaut, die auch von weiteren Betrieben mitgenutzt wurde. Die Anschlussbahn verfügte über eine von der DR angemietete eigene Rangierlok der Baureihe V 15 später der Baureihe V 102.1. 1985 kam für ein Heizkraftwerk des Kontaktbauelemente und Spezialmaschinenbau Gornsdorf (KSG) eine weitere Anschlussbahn mit eigener Seilrangieranlage hinzu, darüber hinaus wurde zur Abstellung der Wagen für den Anschluss Heizwerk KSG das 1946 entfernte Gleis 4 teilweise wieder aufgebaut.
Zwar war der Bahnhof seit 1987 dem Bahnhof Thalheim (Erzgeb) unterstellt, allerdings sank der Güterumschlag erst rapide durch die wirtschaftlichen Auswirkungen der Wende und dem damit verbundenen Rückgang des Verkehrs. 1991 wurde die Anschlussbahn an den Kraftverkehr Chemnitz vermietet und der mit der DR abgeschlossene Mietvertrag der Rangierlok gekündigt. 1993 der Containerkran demontiert und verkauft. 1999 wurde der Bahnhof schließlich in einen unbesetzten Haltepunkt umgewandelt.
Beim Jahrhunderthochwasser 2002, bei dem der Zugverkehr zwei Tage lang ruhen musste, war auch der Haltepunkt Meinersdorf von den Fluten betroffen. Von Mai 2003 bis Dezember 2004 wurde die Strecke grundlegend modernisiert, dabei wurde von Mai bis November 2004 auch die Station grundlegend umgebaut. Seitdem besteht am Haltepunkt nur noch das durchgehende Streckengleis der Normalspurbahn.
Am 2. Juli 2018 begann der Abriss des ehemaligen Empfangsgebäudes. Die Fläche sollte bis September 2018 komplett beräumt sein, um nachfolgend Parkplätze und eine ÖPNV-Verknüpfungsstelle errichten zu können.
Mit Stufe 2 des Chemnitzer Modells wurde der Haltepunkt wieder zum Kreuzungsbahnhof ausgebaut. Zudem wurden bahnlinks im Bereich des früheren Empfangsgebäudes eine ÖPNV-Verknüpfungsstelle und Pendlerparkplätze errichtet. Der Beginn der Hauptbauleistungen an der Strecke war zunächst für 2019 vorgesehen, die verkehrliche Inbetriebnahme für 2020. Die Arbeiten haben sich verzögert, die ausgebaute Strecke einschließlich des neu errichteten zweiten Gleises und des zweiten Außenbahnsteigs im Bahnhof Meinersdorf wurde am 29. Januar 2022 in Betrieb genommen.